# برتاون (ویرجینیای غربی)
برتاون (به انگلیسی: Beartown) یک منطقهٔ مسکونی در ایالات متحده آمریکا است که در شهرستان مک‌داول، ویرجینیای غربی واقع شده‌است.